# Кривая Пустара
Кривая Пустара (хорв. Krivaja Pustara) — населений пункт у Хорватії, у Вировитицько-Подравській жупанії у складі громади Црнаць.

## Населення
Населення за даними перепису 2011 року становило 3 осіб.
Динаміка чисельності населення поселення:

## Клімат
Середня річна температура становить 11,23 °C, середня максимальна – 25,80 °C, а середня мінімальна – -6,00 °C. Середня річна кількість опадів – 700 мм.
| Клімат поселення                              | Клімат поселення | Клімат поселення | Клімат поселення | Клімат поселення | Клімат поселення | Клімат поселення | Клімат поселення | Клімат поселення | Клімат поселення | Клімат поселення | Клімат поселення | Клімат поселення | Клімат поселення |
| Показник                                      | Січ.             | Лют.             | Бер.             | Квіт.            | Трав.            | Черв.            | Лип.             | Серп.            | Вер.             | Жовт.            | Лист.            | Груд.            |                  |
| Середній максимум, °C                         | 5,88             | 8,18             | 12,76            | 17,36            | 22,67            | 25,80            | 25,17            | 24,72            | 20,47            | 15,15            | 9,36             | 5,26             |                  |
| Середня температура, °C                       | −0,08            | 2,20             | 6,81             | 11,40            | 16,75            | 19,90            | 21,43            | 21,00            | 16,70            | 11,40            | 5,61             | 1,50             |                  |
| Середній мінімум, °C                          | −6               | −3,7             | 0,87             | 5,49             | 10,78            | 13,92            | 17,71            | 17,26            | 13,01            | 7,69             | 1,90             | −2,2             |                  |
| Норма опадів, мм                              | 42               | 39               | 41               | 54               | 67               | 89               | 64               | 66               | 55               | 60               | 69               | 54               |                  |
| Середньомісячна швидкість вітру, м/с          | 2.20             | 2.50             | 2.80             | 2.70             | 2.40             | 2.20             | 2.10             | 1.90             | 1.93             | 2.00             | 2.19             | 2.30             |                  |
| Середньомісячна сонячна радіація, кДж/м²·день | 4122             | 6862             | 10778            | 15307            | 19329            | 21375            | 22237            | 19985            | 14749            | 9115             | 4637             | 3467             |                  |
| --------------------------------------------- | ---------------- | ---------------- | ---------------- | ---------------- | ---------------- | ---------------- | ---------------- | ---------------- | ---------------- | ---------------- | ---------------- | ---------------- | ---------------- |
| Джерело:                                      |                  |                  |                  |                  |                  |                  |                  |                  |                  |                  |                  |                  |                  |